# 1-tert-Butyl-3,5-dimethylbenzol
1-tert-Butyl-3,5-dimethylbenzol ist eine chemische Verbindung aus der Gruppe der Alkylbenzole und ist eine farblose Flüssigkeit.
Es kann zur bei der Synthese von mehrfach alkylierten Diaryldisulfiden wie Bis(4-tert-butyl-2,6-dimethylphenyl)disulfid und Bis(2,4,6)-triisopropylphenyl)disulfid verwendet werden.